# ديفيد واتسون (كاهن أنجليكاني)
ديفيد واتسون (بالإنجليزية: David Watson)‏ هو كاهن أنجليكاني بريطاني، ولد في 1933، وتوفي في 1984.